# Karl von Adamek

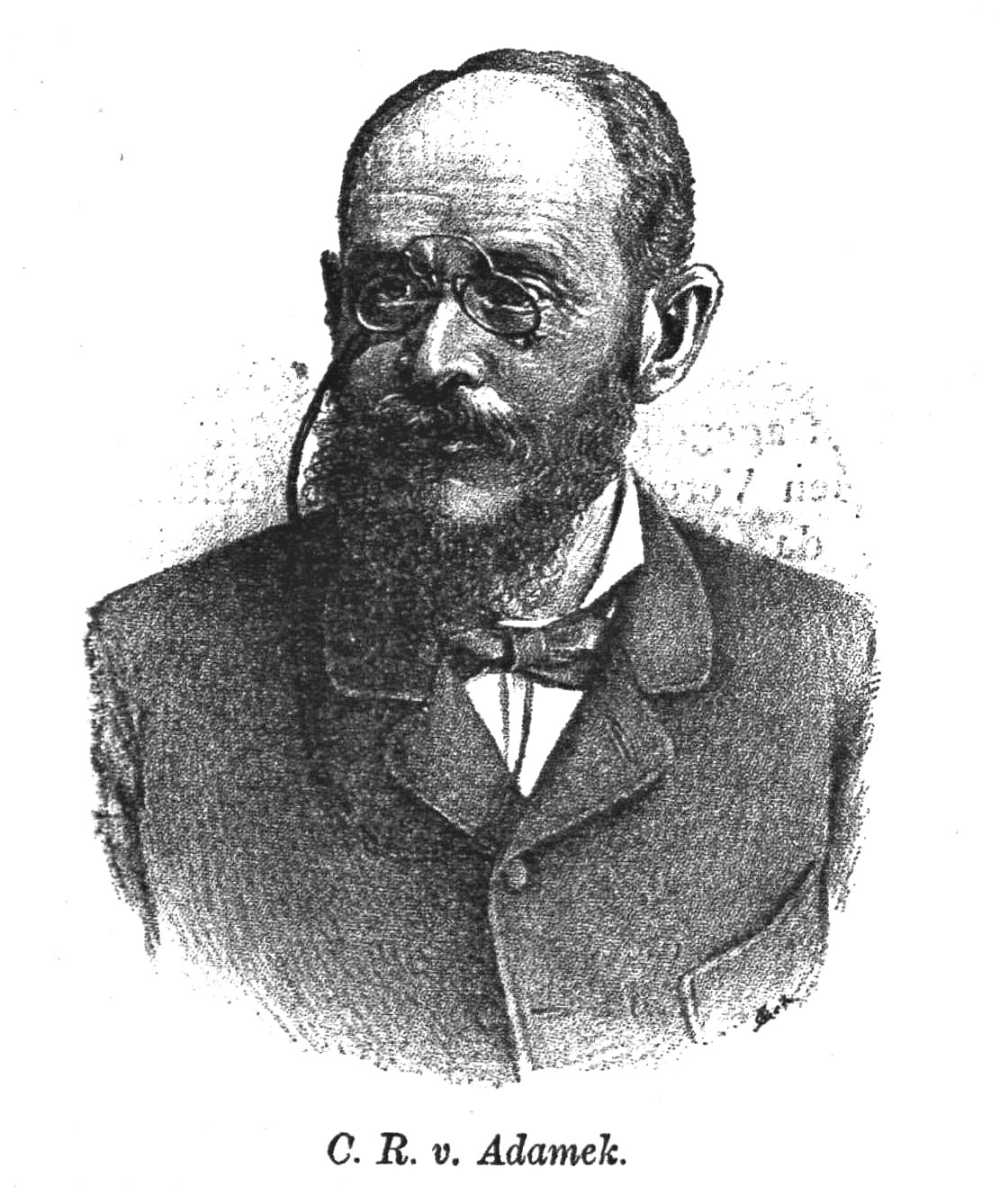
Carl Ritter von Adamek (Zeitschrift des Deutschen und Oesterreichischen Alpenvereins, Band 25, 1894)

Karl Ritter von Adamek, [auch Carl Ritter von Adamek] (* 11. August 1838 in Mitrowitz; † 8. Juni 1900 in Wien) war ein österreichischer Jurist, Beamter, Bergsteiger und Vereinsfunktionär des Deutschen und Österreichischen Alpenvereins.

## Leben
Schon in der Sektion Wien des Deutschen und Österreichischen Alpenvereins an leitender Stellung tätig, wurde Adamek nach der Gründung der Sektion Austria ihr erster Schriftführer, Vorstand-Stellvertreter und nach dem Ausscheiden von Edmund Mojsisovics 1892 dessen Nachfolger als Präsident bis 1896. Unter seiner Vorstandschaft wurde der Bau der Suldenerstraße fertiggestellt (1892), der Zubau zur Simonyhütte vollendet (1893), außerdem noch eine Reihe von Wegherstellungen z. B. im Gebiete der Rudolfshütte durchgeführt. Von 1889 bis 1891 war er Präsident des Deutschen und Österreichischen Alpenvereins. Neu in seiner Amtszeit war die Einführung von Studentenherbergen.
Er war Staatsanwalt und Untersuchungsrichter in Wien. Von 1896 bis 1899 war er Präsident des Landesgerichts in Salzburg. Er kam zwar 1899 als Hofrat des Obersten Gerichtshofes wieder nach Wien, verstarb aber bald an den Folgen einer Lungenentzündung.

## Auszeichnungen
- 1897: Ehrenmitglied der Sektion Austria
- 1908: Benennung der Adamekhütte